# معدن‌کاری غیرقانونی
معدن‌کاری غیرقانونی (به انگلیسی: Illegal mining) یک فعالیت معدن‌کاری است که بدون اجازه دولت انجام‌شده است. مخصوصا به دلیل نداشتن حقوق زمین، مجوز معدن‌کاری و اکتشاف جغرافیایی و مجوز حمل و نقل مواد معدنی.
استخراج غیرقانونی معدن می‌تواند یک فعالیت معیشتی باشد، همانطور که در مورد معادن صنایع دستی وجود دارد، یا می‌تواند به جرایم سازمان‌یافته در مقیاس بزرگ تعلق داشته باشد که توسط سندیکاهای معدنکاری غیرقانونی رهبری می‌شود. در سطح بین المللی، تقریباً 80 درصد از عملیات معدنی در مقیاس کوچک را می توان به عنوان غیرقانونی طبقه بندی کرد. علیرغم پیشرفت‌های استراتژیک به سمت «استخراج مسئولانه»، حتی شرکت‌های بزرگ نیز می‌توانند در حفاری و استخراج غیرقانونی مواد معدنی مشارکت داشته باشند، حتی اگر در بخش تأمین مالی باشند.

## آسیب‌های زیست محیطی
معدنچیان غیرقانونی به دلیل اینکه اساسا دانش این کار را ندارند به محیط کاری که انجام میدهند اهمیتی نمی‌دهند به همین دلیل به محیط آسیب جدی وارد میکنند. برای معادن تایید‌ شده تهدید کمتری وجود دارد زیرا به دلیل رعایت رهنمودهای کار حین استخراج کمتر تخریب میشوند. معدنچیان غیرقانونی گودال‌های معدنی بزرگی ایجاد می‌کنند و پس از اتمام کار دوباره پر نمی‌شوند که برای مردم و حیوانات خطرناک است و باعث مرگ بسیاری از آنها میشود. این کار غیر‌قانونی، باعث بحران آلودگی آب‌های سطحی و زیرزمینی با جیوه و سیانید می‌شود، زیرا این آب‌ها مورد مصرف آشامیدن و آبیاری زمین‌های کشاورزی قرارمی‌گیرند. همچنین استخراج غیرقانونی معادن باعث از بین رفتن اکوسیستم‌ها نیز میشود.